# 奧拉席翁
奧拉席翁（西班牙文：Oracion，意为「祈祷」）是神奇寶貝第十部電影版「決戰時空之塔 帝牙卢卡VS帕路奇犽VS达克莱伊」中出現的歌曲，在電影中有讓神平息憤怒的力量。艾莉丝透过乐盘让时空之塔变成一个大乐器演奏这首乐曲，使歌声在整个白杨镇中传播，平息了在白杨镇大战的帝牙卢卡与帕路奇犽的怒火。
剧情中显示这首乐曲是艾莉丝的奶奶教给她的。
在神奇宝贝的网站上也有播放奧拉席翁的網頁，音乐分为草笛版和鐘聲版兩種。